# Пјер Мари
Пјер Мари (фр. Pierre Marie; Париз, 9. септембар 1853 — Париз, 13. април 1940) је био француски лекар, неуролог, заслужан за откривање неколико нових клиничких ентитета, као што су; прогресивна мишићна атрофија 1886, акромегалија 1886, хипертрофична остеоартропатија 1890, хередоатаксија мозга 1893, анкилозирајући спондилитис 1898. Ова открића у медицини донела су му међународни углед.

## Епоними
- Маријева атаксија (Marie's ataxia)

Наследна болест нервног система, са церебеларном (можданом) атаксијом.
- Мари-Фоа-Алајуанијев синдром (Marie-Foix manoeuvre and reflex)

Мождана атаксија изазвана променама у малом мозгу код старијих особа, углавном због злоупотребе алкохола. Епоним је назван заједно са неуролозима Теофилом Алајуанином (1890-1980) и Чарлсом Фоа (1882-1927).
- Маријева анартрија (Marie's anarthria)

Немогућност нормалне артикулације речима, због мождане лезије.
- Мари-Струмпелова болест

Познат као анкилозирајући спондилитис. Епоним је назван заједно са немачким неурологом Адолфом Струмпелом (1853-1925). Болест се назива и Бехтерева болест, по руском неурофизиолог Владимиру Бехтереву (1857—1927).
- Мари-Леријев синдром (Marie-Léri syndrome)

Деформитет руку изазван остеолизом зглобних површина прстију. Епоним је назван заједно са неурологом Андром Леријем (1875—1930).
- Бамбергер-Маријева болест

Такође позната као хипертрофична плућна остеоартропатија.